# Olivier Long
 (août 2023).
Si vous disposez d'ouvrages ou d'articles de référence ou si vous connaissez des sites web de qualité traitant du thème abordé ici, merci de compléter l'article en donnant les références utiles à sa vérifiabilité et en les liant à la section « Notes et références ».
Pour les articles homonymes, voir Long.
Olivier Long, né le 11 octobre 1915 à Veyrier et mort le 19 mars 2003 à Genève, est un diplomate et un haut fonctionnaire suisse. 
Il est directeur général de l'Accord général sur les tarifs douaniers et le commerce (GATT) de 1968 à 1980.

## Biographie

### Origines et famille
Olivier Daniel Long naît le 11 octobre 1915 à Veyrier, dans le canton de Genève. Il en est également originaire. Son père, Édouard André Long, est professeur de médecine à Genève et meurt en 1929 ; sa mère est le médecin Marie Long-Landry.
Il épouse Francine Roels, ressortissante belge.

### Études et service militaire
Il étudie de 1932 à 1938 à la Sorbonne à Paris, de 1937 à 1943 à l'Université de Genève, étudie un semestre en 1938 à Londres à l'université de Londres et d'octobre 1938 à septembre 1939 à l'université Harvard et assistant de recherche à la Fondation Rockefeller pendant la dernière période aux États-Unis. À l'université de Paris il fait un doctorat en droit et un doctorat en sciences politiques de l'Université de Genève.
Entre 1939 et 1942, il accomplit son service militaire et accède au grade de lieutenant.  

### Parcours professionnel
En 1943, il travaille pour la Croix-Rouge internationale à Genève. Dans les années suivantes, de 1944 à 1946, il fut délégué de la Croix-Rouge internationale à Londres. L'une de ses activités consistait à négocier l'échange de prisonniers de guerre. Il travaille ensuite au Département politique de la Confédération à Berne jusqu'en 1949, puis à l'ambassade de Suisse à Washington. 
En 1954, il rejoint le Département fédéral de l'économie et, de 1955 à 1966, il travaille comme délégué du Conseil fédéral aux accords commerciaux. De 1960 à 1966, il est président de la délégation suisse auprès de l'AELE, après avoir joué un rôle de premier plan dans la création de l'organisation. 
Durant cette période, il organise des rencontres entre le gouvernement français et le Gouvernement provisoire de la République algérienne en 1960 et 1961. Les deux parties avaient déjà tenté en vain de mener des négociations, qui n'avaient toutefois pas abouti à un accord. Selon le gouvernement suisse, les bonnes relations de Long avec les deux parties et son caractère faisaient de lui le diplomate idéal pour la tentative suisse de médiation entre les deux parties, qui se conclut lors d'une rencontre entre Long et Taïeb Boulahrouf fin décembre 1960, Ferhat Abbas a accepté. Max Petitpierre a approuvé l'action. Long a invité les deux parties à des réunions, dont certaines ont eu lieu dans sa résidence privée de Veyrier. La stratégie de négociation de Long a été décrite comme extrêmement secrète. Le département politique de la Confédération suisse n'a pas été informé à tout moment des détails. Ses descendants n'ont pas eu connaissance de détails sur son implication dans les négociations, c'est pourquoi il fut surnommé « le Sphinx » d'après les mémoires de Jean-Denys Duriaux. D'autres réunions dirigées par Long ont eu lieu à Évian et Lugrin. À l'issue de ces rencontres sont signés les Accords d'Évian du 18 mars 1962, mettant fin à la guerre d'Algérie par un cessez-le-feu. 
Fin décembre 1966, il est nommé ambassadeur extraordinaire et plénipotentiaire de Suisse au Royaume-Uni et à Malte.

#### Directeur général du GATT
Il est ensuite élu directeur général de l'Accord général sur les tarifs douaniers et le commerce le 6 mai 1969, succédant à Eric Wyndham White (en), premier titulaire depuis 1948. Il était initialement réticent à abandonner le poste d'ambassadeur, après avoir occupé ce poste pendant seulement un an, mais a ensuite accepté le poste de directeur général. Il l'occupe jusqu'en 1980.